# Міасський (Аргаяшський район)
Міасський (рос. Миасский) — селище у Аргаяшському районі Челябінської області Російської Федерації.
Входить до складу муніципального утворення Байрамгуловське сільське поселення. Населення становить 39 осіб (2010).

## Історія
Населений пункт розташований на історичній території башкирських племен. Від 1930 року належить до Аргаяшського району, спочатку в складі Башкирської АРСР, а від 1934 року — Челябінської області.
Згідно із законом від 12 листопада 2004 року органом місцевого самоврядування є Байрамгуловське сільське поселення.

## Населення
| 2002 | 2010 |
| ---- | ---- |
| 47   | ↘39  |